# 利塞拉斯
利塞拉斯（西班牙語：Liceras），是西班牙卡斯蒂利亚-莱昂索里亚省的一个市镇。总面积24平方公里，总人口63人（2001年），人口密度3人/平方公里。